# جسر مدعوم بالكوابل

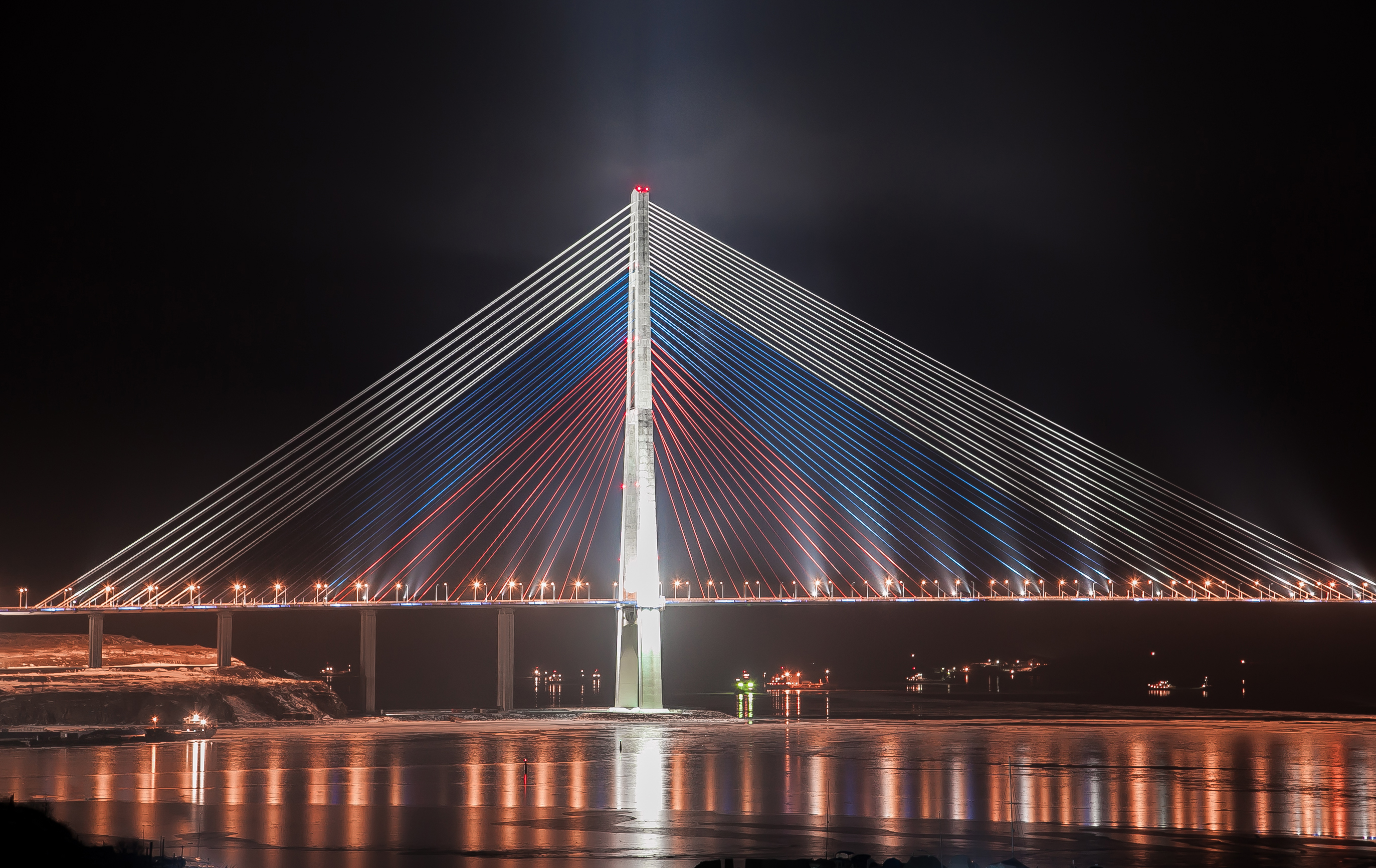
جسر رسكي شرق روسيا. وهو أطول جسر مشدود بالكوابل في العالم.

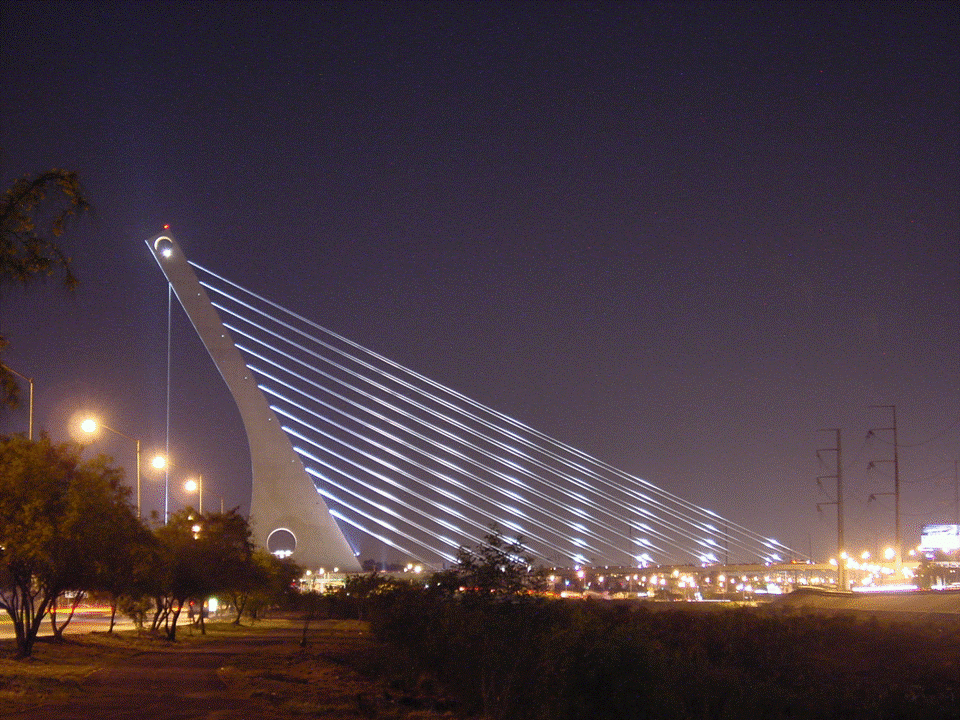
جسر الوحدة في مكسيكو، المكسيك.

الجسر المزود أو المشدود أو المدعوم بالكوابل ذو برج أو أبراج تدعم سطحه بكوابل معدنية.
ثمة نوعان رئيسيان من هذه الجسور: الأول ذو تصميم القيثارة، أما الثاني ذو تصميم المروحة. تُعتبر الجسور المشدودة بالكيبلات من أكثر الجسور حداثة، حيث تتألف من كمرات مستمرة على طول الجسر وأبراج داخلية، وتمتد كابلات معدنية بشكل مائل لتربط بين جسم بلاطة الجسر وبين أبراجه. ويكون عادةَ متوسط الطول الحر medium length spans لهذا النوع من الجسور بين 500 الي 2800 قدم.

## تاريخ

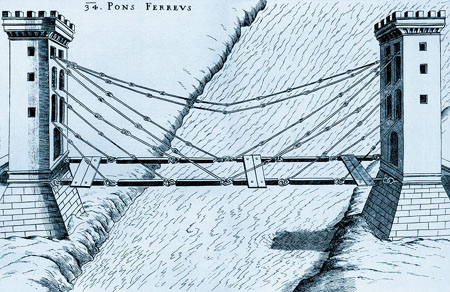
جسر مدعوم بالكوابل للمعمار Fausto Veranzio من عصر النهضة.

بالرغم من أن الجسور المدعومة بكوابل فكرتها مبتكرة، إلا أن الفكرة ليست حديثة حيث انه وجد رسم تخطيطي لهذه الفكرة في كتاب اسمه Machinae Novae منشور في عام 1595م. إلا أن المهندسين لم يبدأوا في استخدام هذه الفكرة الا في القرن العشرين. تمت البداية باستخدام هذه الفكرة بعد الحرب العالمية الثانية في أوروبا في إعادة بناء الجسور المدمرة وخصوصا الجسور التي لم يطل التدمير أساساتها (قواعدها)، حيث كان الحديد الصلب نادرا وقتها.
وبدأت في الولايات المتحدة إقامة الجسور المدعومة بالكوابل حديثا، حيث كانت حدثا ثوريا هناك ولاقت أعجابا شديدا. وقد أصبحت الجسور المدعومة بكوابل الاختيار الأول لدى المهندسين وبالمقارنة بالجسور المعلقة، فالجسور المدعومة بكوابل تستهلك كمية أقل من الكوابل ويمكن ان يُبنى بأجزاء متطابقة من خرسانة مسبقة التصنيع identical pre-cast concrete sections وأسرع في البناء. وتكون النتيجة جسر اقتصادي في التكلفة وذو شكل جمالي منقطع النظير.

## الهيكل الإنشائي
قد تبدو الجسور المدعومة بكوابل شبيهة بالجسور المعلقة الطريق فكلاهما محمول بكوابل وكلاهما له أبراج، ولكن طريقة الدعم وتوزيع الأحمال من الطريق مختلفة تماما. الاختلاف هو في طريقة اتصال الكوابل مع الأبراج، ففي الأبراج المعلقة الكوابل تمتد بحرية خلال الأبراج ناقلة قوة الأحمال الي المراسي anchorage عند نهايتي الجسر. أما الجسور المدعومة بكوابل فتكون مثبتة في الأبراج وهي التي تأخذ الأحمال وحدها.

الفروق بين الجسور
جسر معلق
جسر مشدود بالكوابل، تصميم القيثارة
جسر مشدود بالكوابل، تصميم المروحة

يمكن تثبيت الكوابل علي الطريق بعدة تشكيلات، منها نموذج الإشعاع النصف قطري حيث تمتد الكوابل من عدة نقاط علي الطريق الي نقطة واحدة في اعلي البرج وأيضا نموذج الإشعاع المتوازي حيث تثبت الكوابل في ارتفاعات مختلفة علي طول البرج بحيث تمتد موازية لبعضها.

## الاختلافات

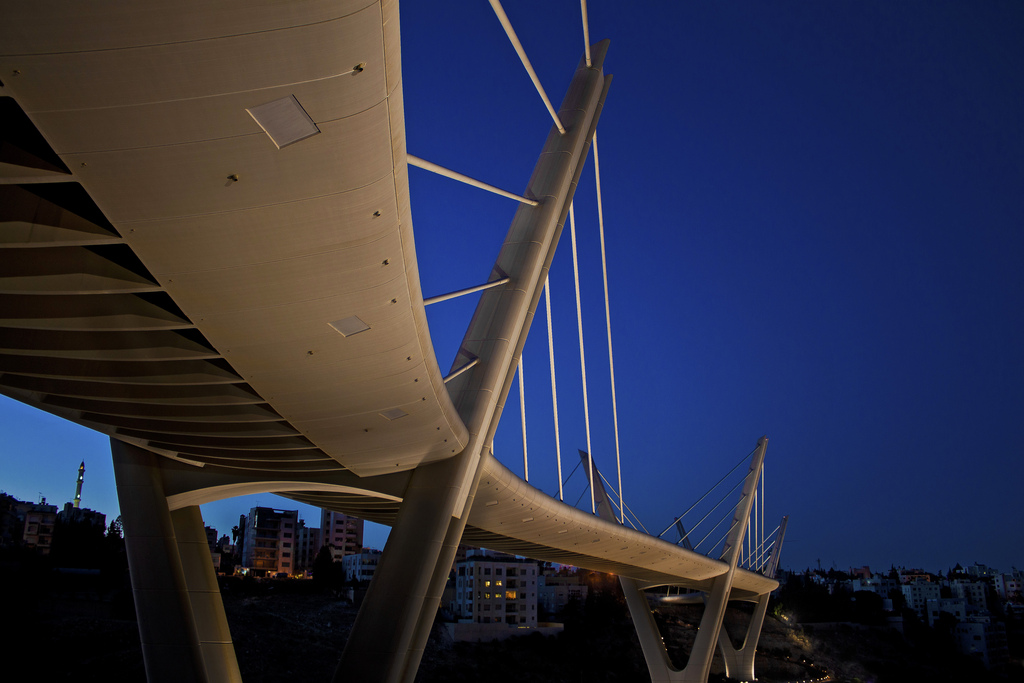
جسر عبدون في عمّان، الأردن.

هناك عدة اختلافات في تصميم الجسور المشدودة بالكوابل، وهي:
- جسر مشدود بالكوابل ذو صارية جانبية Side-spar cable-stayed bridge
- جسر مشدود بالكوابل ذو صارية كابولية Cantilever-spar cable-stayed bridge
- جسر مشدود بالكوابل متعدد البحرات Multiple-span cable-stayed bridge
- Extradosed bridge
- Cable-stayed cradle-system bridge

## مقالات ذات صلة
- قائمة الجسور البارزة
- جسر راما الثامن

## وصلات خارجية
- الجسر المستحيل على يوتيوب(فيديو)
- جسر مشدود بالكوابل في أمريكا الشمالية
- إنشاءات: جسور مشدودة بالكوابل
- جسر مدعوم بالكوابل
- الجسر المشدود بالكوابل على Brantacan نسخة محفوظة 21 فبراير 2009 على موقع واي باك مشين.